# Hasty Pudding Theatricals
Hasty Pudding Theatricals è un'associazione studentesca statunitense dell'Università di Harvard che organizza opere teatrali e musical scritti dagli stessi studenti membri. L'associazione è una delle più antiche degli Stati Uniti, essendo stata fondata nel 1795, e assegna annualmente un premio per personalità del mondo dello spettacolo (Woman of the Year dal 1951 e Man of the Year dal 1967).